# Мальме-Центральне
55°36′32″ пн. ш. 12°59′59″ сх. д. / 55.60889° пн. ш. 12.99965° сх. д.
Станція Мальме-Центральне (швед. Malmö centralstation) — залізнична станція на Södra stambanan, Швеція, відкрита в 1856 році,обслуговує приблизно 17 мільйонів пасажирів на рік. 

З відкриттям Мальменського міського тунелю в 2010 році, станція отримала сполучення на південь з Копенгагеном через Ересундсбанан.

## Історія
Станція Мальме була відкрита в 1856 році, що збіглося з відкриттям залізниці Мальме — Лунд. 
У той час ця територія вважалася зовнішньою околицею міста, але була зручною для поромів, які прямували до Копенгагена, які завантажувалися та розвантажувалися в Інре-гамнен прямо перед будівлею вокзалу.
Через десять років, 14 грудня 1866 року, будівлю майже знищила пожежа. 
При реконструкції будівлі збереглася дзвіниця. 
Ця частина, між платформами і площею Сентранплан, була знову відкрита в 1872 році 

Будувалося все більше і більше ліній, і, отже, потребувалося все більше колій і платформ. 
Нова станція із чотирма новими коліями відкрита в 1891 році. 
Kontinentalbanan від Мальме до Треллеборга було побудовано в 1898 році. 
У 1926 році станція здобула офіційну назву Мальме-Центральне. 

Хоча вокзал був побудований як кінцева станція, поруч із будівлею вокзалу є єдина наскрізна лінія для вантажних потягів, що дозволяє вагонам-хопперам дістатися до порту, де вони обслуговують велике зерносховище, що виробляє більшу частину борошна для випічки в ленах Сконе і Галланд.
У 2000 році поїзди місцевого та міжміського сполучення почали курсувати безпосередньо до Данії через новий Ересуннський міст. 
Мальме став центром нової регіональної залізничної мережі Øresundståg, що охоплює східну Данію та більшу частину південної Швеції, яка у 2009 році стала інтегрованою з місцевими автобусами та потягами у більшості районів обслуговування. 
Усі пасажирські перевезення до/з Данії і більшість місцевих потягів використовують тунель, зупиняючись також на станції Гіллі на іншому кінці тунелю, якщо не виїжджати за межі Мальме.
Колії тунелю мають нумерацію 1-4, і більшість трафіку перемістилася на цей новий нижній рівень Центрального вокзалу Мальме. 
Критий перон був відремонтований для розміщення потягів далекого сполучення до Стокгольма та нічного експреса до Берліна. 
Колії мають нумерацію 5-10 (шість колій на відміну від початкових семи: одна колія була розібрана під час ремонту, щоб розташувати більше комерційних приміщень біля автовокзалу Сентралплан). 
Сусідній вокзал, що раніше використовувався для місцевого «Pågatågen», був повністю знесений, щоб дозволити розширити Сентралплан, його трафік перенесли до міського тунелю.

## Операції
| Попередня станція                         | Лінія | Лінія                 | Лінія | Наступна станція                                      |
| ----------------------------------------- | ----- | --------------------- | ----- | ----------------------------------------------------- |
| Лунд-Центральний до Стокгольм-Центральний |       | SJ AB Södra stambanan |       | Аеропорт Копенгаген-Каструп до Копенгаген-Центральний |